# بلاسيرياس
البلاسيرياس (باللاتينية: Placerias، أي: ذي الجسد العريض) هو جنس منقرضٌ من الزواحف ذوات الظهر اللحمي التي عاشت على الأرض خلال العصر الترياسي، قبل 221 إلى 210 مليون سنة من الوقت الحاضر. ينتمي البلاسيرياس إلى مجموعة من الزواحف تدعى الكانيميريات، وهي آخر فصيلة معروفةٍ من ذوات الظهر اللحمي، وقد انقرضت مع نهاية ذلك العصر كجزءٍ من موجة انقراض العصر البرمي الترياسي، لتختفي معها هذه المجموعة من الزواحف للأبد.

## الوصف

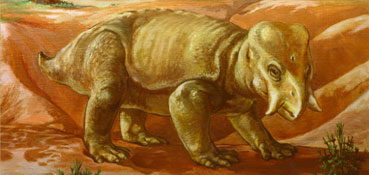
رسم تخيلي لبلاسيرياس.

كان البلاسيرياس واحداً من أكبر الحيوانات العاشبة التي عاشت على الأرض خلال العصر الترياسي المتأخر، حيث كان يصل طولها إلى 3.5 أمتار، أما وزنها فقد يكون تعدى الطن. كانت تمتاز هذه الحيوانات بثخن رقبتها، وقوة أرجلها، وقوام جسدها المسطَّح إلى حد ما. قد تكون هناك ارتباطات بيئيَّة وتطوريَّة بين هذا النوع وفرس النهر الحديث، إذ كانت تمضي حيوانات البلاسيرياس - بالمثل - معظم وقتها خلال المواسم الرَّطبة بالتمرُّغ في برك الماء، وأكل الأعشاب النابتة على ضفافها. قد يكون البلاسيرياس لجأ إلى الماء أيضاً كوسيلة للاحتماء من مفترسيه على اليابسة، مثل البوستوسوكس الضخم. استعمل البلاسيرياس منقاره لتقطيع جذوع الشجر وجذوره الثخينة، كما وقد امتلك نابَين صغيرين يمكن أن يكون استعملهما للدفاع عن نفسه ضد المفترسين ولاستعراض نفسه أمام إناث جنسه.

## الاكتشاف
اكتشفت بقايا نحو أربعين فردٍ من البلاسيرياس قرب مدينة سانت جونز جنوب شرقيَّ متنزه الغابة المتحجرة الوطني في ولاية أريزونا الأمريكية، حتى أنَّ ذلك الموقع أصبح يعرف باسم «محجر البلاسيرياس» منذ اكتشافه في سنة 1930 على أيدي باحثين من جامعة كاليفورنيا، بركلي. تظهر طبيعة الصخور الرسوبية في الموقع الذي اكتشفت به بقايا البلاسيرياس أنه يعود لبيئةٍ رطبة، قد تكون غطَّتها سهول فيضية، حيث تترافق العظام مع أحجارٍ طينية والكثير من عقد الكربون.
مع أنه كان يعتقد لفترةٍ طويلة أن البلاسيرياس هو آخر نوعٍ عاش على الأرض من فصيلته، إلا أنَّ أحافير حديثة اكتشفت في كوينزلاند بأستراليا تظهر أن الفصيلة بقيت موجودةً حتى العصر الطباشيري المبكر.